# 十来冢
十来冢（日语：／ Toraizuka）坐落于日本青森县三户郡新乡村的基督故乡公园，公园内另设有“基督故乡公园传承馆”。据公园方面称，此为耶稣基督的墓，一旁则埋藏着耶稣的弟弟“伊斯奇里”（ Isukiri）的头发。1964年起在此处每年都会举办“基督祭”。

## 历史和传说
1935年8月，宗教家竹内巨麻吕（日文原为， Takenouchi Ōmaro）受邀访问户来村（后并入新乡村），在出身于户来村的日本画家鸟谷幡山和村长佐佐木传次郎的引导下，竹内巨麻吕在当时被称为“墓所馆”的丘陵上发现了“基督之墓”。
竹内巨麻吕是天津教的开创者。根据天津教经典《竹内文书》的记载和公园的资料，耶稣21岁时在日本学习神学，而后至犹地亚传教，因遭反对被判钉十字架，但最后被钉死在十字架上的是耶稣的弟弟伊斯奇里，耶稣则返回了日本，在户来村改名“十来太郎大天空”
（／ Torai Tarōdaitenkū），结婚育女并活到106岁。

## 基督祭
1964年起，每年六月第一个星期日都会在此举办“基督祭”。最初由村工商会主办，后来主要由观光协会负责。祭典形式以神道教形式进行：在祝词和玉串奉奠后会表演“田中狮子舞”和“鸡舞”，随后举行短歌表彰典礼，最后是盂兰盆舞“Nanyadoyara”。

## 影响
十来冢被发现后，以此为题材的电影、纪实文学、小说等相继出版。

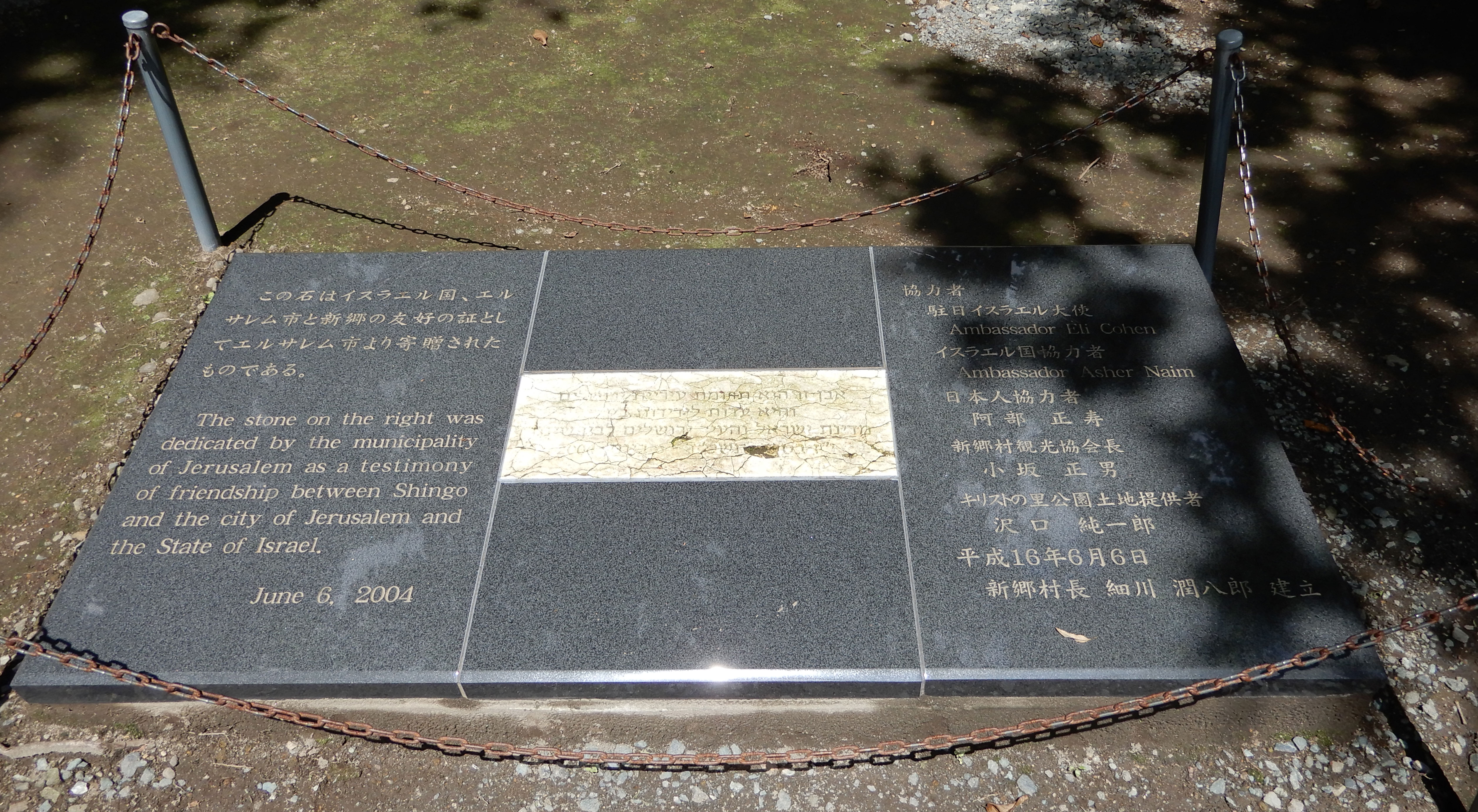
以色列驻日大使赠送的石头

十来冢在新乡村乃至青森县的各类旅游宣传资料上被介绍。截至2016年，每年约有4000人访问“基督故乡传承馆”。单纯访问十来冢的则达到三倍以上。2004年6月，时任以色列驻日大使访问了十来冢，并赠送了一块据说是耶稣踏过的石头。
当地风俗也受到十来冢传说的影响。十来冢附近一带的地主泽口家的家纹原为六角形，据说因形似大卫之星，为避讳而改为五角形。当地的婴儿第一次出门时会在额头上画一个十字。此外，有人过世的家庭在此后三年间的盂兰盆节，会在家中竖起杉木十字架，并挂上灯笼。

## 真伪疑云
耶稣基督渡日的传说是基于天津教经典《竹内文书》的记载，天津教称其为历代相传的古籍，狩野亨吉等学者则对该资料的真实性提出质疑。基督教与伊斯兰教则认为耶稣（尔撒）已升天。
十来冢中埋葬的人物身份未得到实际验证。曾有发掘墓葬骸骨进行DNA检测的计划，因舆论反对而未施行。新乡村村民则认为墓中埋葬的人物身份并不重要。